# Jean-Jacques Lafaye
 (février 2012).
Si vous disposez d'ouvrages ou d'articles de référence ou si vous connaissez des sites web de qualité traitant du thème abordé ici, merci de compléter l'article en donnant les références utiles à sa vérifiabilité et en les liant à la section « Notes et références ».
Pour les articles homonymes, voir Lafaye.
Jean-Jacques Lafaye (né le 27 mars 1958) est un écrivain et journaliste français.

### Journalisme
Jean-Jacques Lafaye est né le 27 mars 1958 à Saint-Germain en Laye. Son père est Jacques Lafaye, un mésoamericaniste renommé. Après des études à Strasbourg, Madrid et Paris, il a commencé sa carrière de journaliste en créant le magazine Latitude - mensuel d'actualité mondiale - avec le publicitaire Yves Michalon. Puis il s'est spécialisé dans les grands entretiens internationaux, dans le domaine culturel et diplomatique, notamment pour la revue Politique Internationale à laquelle il collabore depuis 1983, ainsi que pour la Revue des deux Mondes, Vogue-Paris, Connaissance des arts et d'autres publications musicales et littéraires. Hispanophone de formation, il a signé de nombreux textes dans le quotidien espagnol ABC, La Revista de Occidente et les Cuadernos Hispano-Americanos. Parmi ses grands interlocuteurs, on peut citer les noms du cardinal Carlo Maria Martini, Mario Vargas Llosa, le prince Karim Aga Khan, Albert II de Monaco, l'acteur Dirk Bogarde, la danseuse Maïa Plissetskaïa, le peintre Balthus, Mario Soares, Alexandre Zinoviev, Zbigniew Brzezinski, le général Zia ul-Haq, Manuel Barroso, Yehudi Menuhin, Javier Perez de Cuellar, etc.

### Musique
Mélomane passionné, sa rencontre avec la grande chanteuse portugaise de fado Amalia Rodrigues lui a ouvert un nouveau chapitre d'activités dans le service des artistes : manager international d'Amalia Rodrigues de 1985 à 1992, il a organisé pour elle 80 concerts dans quinze pays du monde, avant de collaborer avec Susana Rinaldi, Jean-Paul Poletti, Milva, Teresa Berganza et d'autres musiciens classiques tels qu'Aldo Ciccolini, Jean Guillou ou Yehudi Menuhin. Le Portugal l'a distingué par le titre de Commandeur de l'ordre de D. Henrique (Henri le Navigateur) en 2006. Il a été à l'origine de nombreux hommages publics et officiels aux grandes figures d'artistes contemporaines.

### Littérature
Mais c'est dans le domaine littéraire que ses accomplissements ont été le plus marquant : premier biographe français de Stefan Zweig, son livre L'Avenir de la nostalgie publié l'année qui a vu la fin du mur de Berlin lui a valu le prix Cazes-Brasserie Lipp 1990 et d'autres récompenses. Son travail d'essayiste et son art du dialogue ont été à l'origine d'une vingtaine d'ouvrages dans le domaine littéraire (David Shahar), musical (Amalia Rodrigues, Aldo Ciccolini), du théâtre (Edwige Feuillère), de l'art (Eduardo Arroyo) et de l'histoire (Saint-Just). Ses travaux lui ont valu le soutien répété de la fondation Pierre Bergé-Yves Saint-Laurent et en 2009 le prix Henri de Régnier de l'Académie française. Parallèlement, son travail pictural a servi des causes humanitaires dans différents pays d'Europe.
Impliqué par le chemin de sa vie dans le dialogue des cultures au sens le plus large, y compris politique et religieux, il a créé en 1988 une association de réflexion internationale, « Ethique et politique », en recueillant de précieux témoignages moraux d'hommes d'État et d'intellectuels qui ont été recueillis dans son livre Conversations pour un monde meilleur en 2006. Son engagement humaniste aujourd'hui le conduit à défendre les perspectives du désarmement nucléaire et les nécessités de l'énergie nucléaire.